# きみといると
『きみといると』は、かがみふみをによる日本の漫画作品。

## 登場人物
岩井良明
主人公。お腹が弱い。高校一年生。
山河春
ヒロイン。喫茶店でバイトしている。女子高の二年生。九州出身。
マスター
喫茶店のマスター。無口。
赤井林檎
春の同級生。
太田
春の同級生。
松田
良明の友人。
教授
喫茶店の常連。
林
良明の友人。
田中山
良明の友人。

## 単行本
- かがみふみを 『きみといると』 双葉社〈コミックハイ!〉、全4巻
  1. 2009年5月12日発行、ISBN 9784575836202
  2. 2009年11月12日発行、ISBN 9784575836943
  3. 2010年4月12日発行、ISBN 9784575837551
  4. 2011年2月12日発行、ISBN 9784575838701